# 祁東県
祁東県（きとう-けん）は中華人民共和国湖南省衡陽市に位置する県。

## 行政区画
- 街道：洪橋街道、玉合街道、永昌街道、白鶴街道
- 鎮：金橋鎮、鳥江鎮、糧市鎮、河洲鎮、帰陽鎮、過水坪鎮、双橋鎮、霊官鎮、風石堰鎮、白地市鎮、黄土鋪鎮、石亭子鎮、官家嘴鎮、歩雲橋鎮、磚塘鎮、蒋家橋鎮、太和堂鎮
- 郷：馬杜橋郷、鳳歧坪郷、城連圩郷

## 観光
- 鼎山公園
- 巧奪天公地煙江石燕
- 清泉滴注的燕子岩
- 熊羆嶺
- 省級森林公園四明山
- 大営寺
- 小米山春秋墓
- 古永昌県址、百歳門
- 状元橋等文物古址
- 既古朴典雅又含韻幽長

## 特産品
- ワスレグサ
- 檳榔芋